# M55E1
M55E1 es el nombre de un modelo de cohete sonda estadounidense de dos etapas, propulsado por combustible sólido y desarrollado a principios de los años 1970.
Fabricado por Boeing, fue lanzado 3 veces, el 14 de marzo de 1970 y el 8 de septiembre y el 24 de octubre de 1974.

## Especificaciones
- Apogeo: 50 km
- Empuje en despegue: 935 kN
- Masa total: 30.000 kg
- Diámetro: 1,68 m
- Longitud total: 16 m